# 10042 Budstewart
10042 Budstewart eller 1985 PL är en asteroid i huvudbältet som upptäcktes den 14 augusti 1985 av den amerikanske astronomen Edward L.G. Bowell vid Anderson Mesa Station. Den är uppkallad efter L. R. Stewart.
Asteroiden har en diameter på ungefär 6 kilometer.